# دن لین
دن لین (انگلیسی: Dan Lin؛ زادهٔ ۸ آوریل ۱۹۷۳) یک تهیه‌کننده فیلم تایوانی‌الاصل اهل ایالات متحده آمریکا است.
او دانش‌آموختهٔ مدرسه وارتون دانشگاه پنسیلوانیا و مدرسه کسب و کار هاروارد است.
از فیلم‌ها یا مجموعه‌های تلویزیونی که وی در آن‌ها نقش داشته است می‌توان به اختراع دروغ، جعبه، شرلوک هولمز، شرلوک هلمز: بازی سایه‌ها،جوخه گانگستر، فیلم لگو، فیلم لگو بتمن، فیلم لگو نینجاگو، آن، دفتر مرگ، فیلم لگو ۲: بخش دوم، علاءالدین و آن: بخش دوم اشاره نمود.